# توسل بالنفاق
مغالطة التوسل بالنفاق، أو مغالطة "وأنت كذلك" مغالطة تقع حين تكون الدعوى خاطئة لأنها (1) تعارض شيئاً آخر قاله نفس الشخص، (2) غير متفقة مع أفعال الشخص الذي يقولها.
وهي تسير على النحو التالي :
1. شخص (أ) يطرح دعوى (س)
2. شخص (ب) يؤكد أن أفعال (أ) غير متسقة مع الحجة (س) أو أنه (أ) قال في الماضي شيئاً يعارض الحجة (س).
3. إذن الحجة (س) خاطئة.

هي مغالَطة لأن طرح الشخص لأقوال أو دعاوى متعارضة أو غير متسقة لا يجعل أحد هذه الحجج خاطئة (على الرغم من أنه لأي حجتين متعارضتين لابد أن يكون أحدها صحيح أو كلتاهما خاطئتان). وأيضا، مسألة أن أقوال الشخص تناقض أفعاله قد توضح أن الشخص "منافق"، لكنها لا تثبت أن دعاواه خاطئة.

## المغالطة
تتبع مغالطة “أنت كذلك” النمط التالي:
يطرح الشخص (أ) فكرة معينة، لنفترض أن اسمها X
يدعي الشخص (ب) أن أفعال وأقوال الشخص (أ) –سواء في الماضي أو حالياً –لا تتفق مع حقيقة الفكرة المطروحة X
بالتالي تكون الفكرة X خاطئة لأنها لا تتفق مع تصرفات قائل هذه الفكرة.
فعلى سبيل المثال:
ينصح الشخص (أ) صديقه (ب) بالإقلاع عن التدخين، فيرد صديقه (ب): كيف تنصحني بالإقلاع عن التدخين وأنت مدخن؟ فيستنتج (ب) أن صديقه منافق ولا صحة لكلامه.
ما ارتكبه (ب) هو مغالطة من نوع “أنت كذلك”، فلا علاقة لأفعال الشخص (أ) وصفاته الأخلاقية بالادعاء المنطقي، وهو الإقلاع عن التدخين لأنه مضر!.
غالباً ما يقترن استخدام هذه المغالطة بمغالطة الرنجة الحمراء، وهي أيضاً نوع خاص من مغالطة الشخصنة. وتنتمي جميع هذه المغالطات إلى فئة معينة يتم فيها رفض الحجة أو الادعاء على أساس الحقائق والمعلومات المتعلقة بالشخص الذي يقدم أو يدعم هذا الادعاء.

## أمثلة
حاول المحامي المثير للجدل جاك فيرجيس عرض ما يُعرف بـ “دفاع أنت كذلك” أثناء محاكمة مجرم الحرب النازي (كلاوس باربي). وخلال ثورة التحرير الجزائرية، ارتكب عددٌ من الضباط الفرنسيين –كـ جاك ماسو –جرائم حرب مشابهة لتلك التي اتُهم (باربي) بارتكابها. فوفقاً لهذه المغالطة، لا يحق للحكومة الفرنسية، أخلاقياً، أن تحاكم (باربي). بالطبع، لم تقبل المحكمة هذا الادعاء، وأدانت (باربي) في نهاية المطاف.